# Staude-lupin
Staude-Lupin (Lupinus polyphyllus) eller Mangebladet lupin er en 35-125 cm høj urt, der i Danmark er populær i haver, hvorfra den har spredt sig og findes forvildet mange steder, f.eks langs veje.

## Beskrivelse
Stænglen er ugrenet og håret. Bladene har 9-16, 7-15 cm lange spidser. Blomsterne kan have mange forskellige farver: hvid, blå, rosa, lilla, lyserød. Plantens bælge er 2,5 – 6 cm lange. De er brune og hårede og indeholder 5-9 frø hver.
Mangebladet lupin er en forvildet art, der kan brede sig ukontrolleret i den danske natur. Derfor er den på Naturstyrelsens observationsliste over arter, der skal holdes øje med, da de har potentiale til at udvikle sig til landskabsukrudt.

## Voksested
Staudelupin er en art, der oprindeligt hører hjemme i Nordamerika, hvor den har sin udbredelse på vestsiden af Rocky Mountains fra det sydlige Alaska over British Columbia, Montana og Wyoming ned til Utah og Californien. Overalt foretrækker den bredderne langs vandløb og andre fugtige voksesteder.
Arten er naturaliseret overalt på kloden, hvor der er fugtigt, tempereret klima. Den er almindelig overalt i Danmark, og den vokser på lysåben mineralbund, f.eks. langs motorveje og på jernbaneskråninger.
Da staudelupin er under stadig spredning, betragtes den som invasiv. Derfor må den ikke handles herhjemme.